# Тихоново (Московська область)
Тихоново (рос. Тихоново) — село у Можайському районі Московської області Російської Федерації.

## Розташування
Село Тихоново входить до складу міського поселення Можайськ, воно розташовано на північ від Можайська, на березі річки Москви. Найближчі населені пункти Зарічна Слобода, Тетерино, Москворецька Слобода, Марфін-Брод. Найближча залізнична станція Можайськ.

## Населення
Станом на 2006 рік у селі проживало 16 осіб, а в 2010 — 70 осіб.